# ناقل عصبی
ناقل عصبی (به انگلیسی: Neurotransmitter) یا نوروترانسمیتر که در برخی متون فارسی با عنوان انتقال‌دهندهٔ عصبی و میانجی عصبی و فِرِستار عصبی نیز از آن یاد شده‌است، پیام‌رسان‌های شیمیایی اند که پیامی را از یک نورون (سلول عصبی)، و از طریق همایه‌ها به سلول هدف می‌رساند. سلول هدف ممکن است یک نورون متفاوت، سلول ماهیچه‌ای یا سلول غده‌ای باشد. ناقل‌های عصبی، موادی شیمیایی‌اند که توسط نورون‌ها، به منظور انتقال پیام ساخته می‌شوند.
ناقل‌های عصبی درون یاختهٔ پیش‌همایه ساخته و در وزیکول‌ها ذخیره می‌شوند، سپس به فضای همایه ترشح می‌شوند.
اگر ناقلین عصبی در فضای همایه بمانند باعث می‌شوند که یاخته پس سیناپسی مدام تحریک شود برای همین آنزیم‌هایی ناقلین عصبی را از بین می‌برد اما بعضی از ناقلین به یاختهٔ پیش‌همایه بازمی‌گردند تا دوباره مورد استفاده قرار گیرند.
ناقل‌های عصبی از وزیکول‌های سیناپسی توسط فرایند برون رانی و با مصرف ATP، درون شکاف سیناپسی آزاد می‌گردند (انتشار پیدا می‌کنند) و در آنجا توسط گیرنده‌های ناقل‌های عصبی روی سلول هدف، دریافت می‌گردند. بسیاری از ناقلان عصبی از چندین پیش-ماده چون آمینو اسیدهایی که به راحتی در دسترس اند و طی مراحل اندک بیوسنتتیک ساخته می‌گردند. ناقلان عصبی برای عملکرد دستگاه‌های عصبی پیچیده ضروری اند. تعداد دقیق ناقلان عصبی منحصربه‌فرد در انسان‌ها ناشناخته است، اما بیش از ۲۰۰ تا از آن‌ها تاکنون شناخته شده‌اند.

## سازوکار

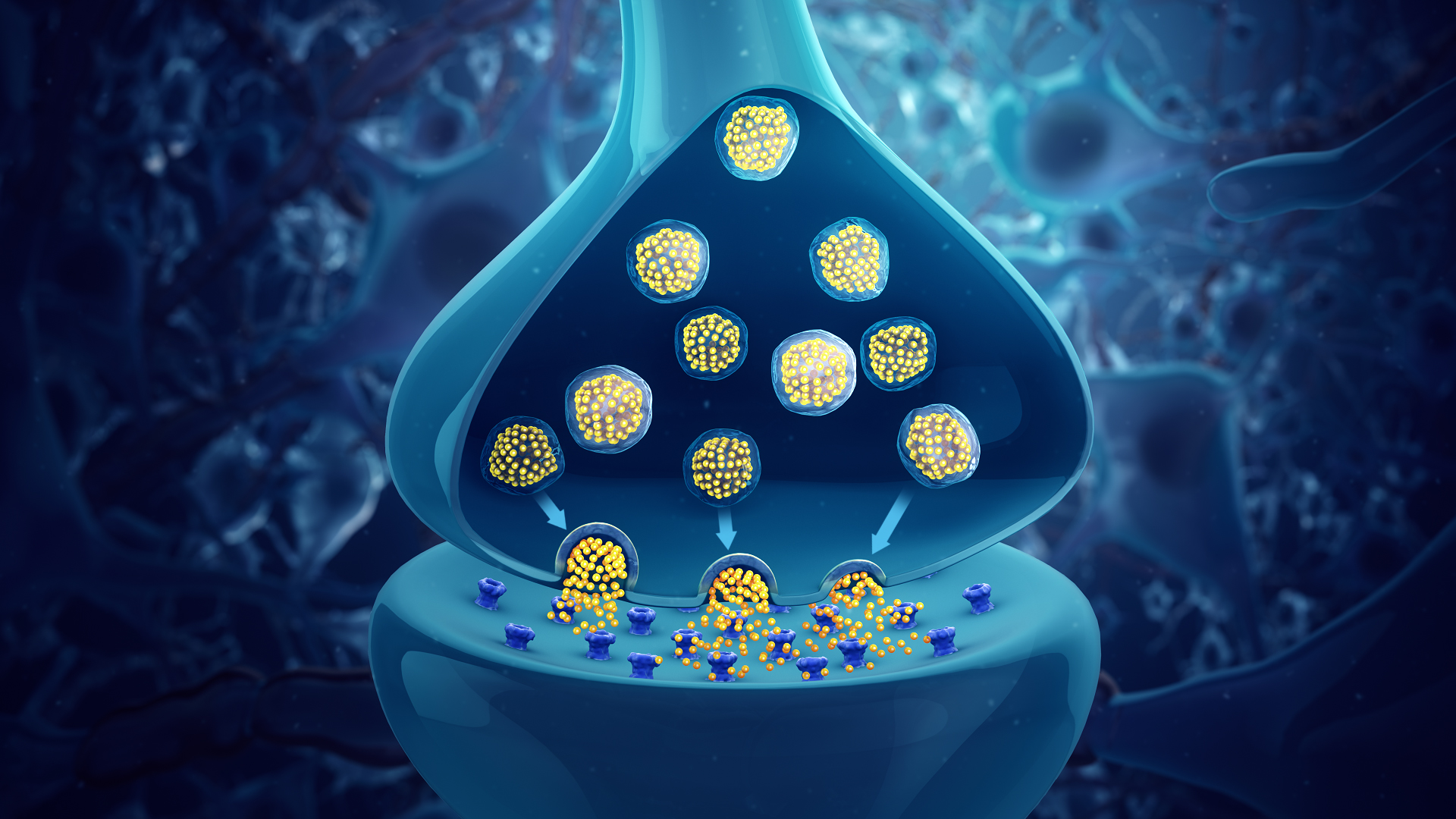
وزیکول‌های سیناپسی حاوی ناقل‌های عصبی

ناقل‌های عصبی در وزیکول‌های سیناپسی ذخیره شده و در نزدیکی غشای سمت پایانه آکسونی گردهم می‌آیند. ناقل‌های عصبی در شکاف سیناپسی آزاد و منتشر می‌شوند، که در آنجا به گیرندگان خاصی روی غشاء نورون پس‌سیناپسی متصل می‌گردند. اتصال ناقل‌های عصبی ممکن است بر روی نورون پس‌سیناپسی اثرات تحریکی یا بازدارندگی، دیپولاریزاسیون یا ریپولاریزاسیونی داشته باشند.
اندازه بسیاری از ناقل‌های عصبی درحد یک تک آمینو اسید است؛ با این حال، ممکن است برخی از ناقل‌های عصبی به اندازه پروتئین‌ها یا پپتیدهای بزرگ‌تر باشند. اغلب ناقل‌های عصبی آزاد شده، برای مدت زمان کوتاهی قبل از متابولیزه شدن توسط آنزیم‌ها، در شکاف سیناپسی موجود بوده، سپس به نورون پیش-سیناپسی از طریق بازجذب برگشته یا به گیرنده پس-سیناپسی متصل می‌شوند. با این وجود، همان مدت کوتاهی که ناقل‌های عصبی در معرض گیرندگان ناقل‌های عصبی قرار می‌گیرند، برای ایجاد پاسخ پس-سیناپسی به روش انتقال سیناپسی کفایت می‌کند.
ناقل‌های عصبی عموماً در پایانه پیش‌سیناپسی، در پاسخ به آستانه پتانسیل عمل یا پتانسیل غشائی مدرج در نورون پیش‌سیناپسی آزاد می‌گردند. با این حال، سطح پایین آزادسازی هم ممکن است انجام شود که در آن صورت تحریک الکتریکی انجام نمی‌گردد.

## کشف
تا اوایل قرن بیستم، دانشمندان فرضشان بر این بود که ارتباطات سیناپسی در مغز به صورت الکتریکی اند. با این حال، براساس بررسی‌های آزمایشگاهی رامون کاخال، شکاف ۲۰ تا ۴۰ نانومتری بین نورون‌ها کشف شد که امروزه بدان شکاف سیناپسی گویند. حضور چنین شکافی، بیانگر ارتباط شیمیایی در عرض شکاف سیناپسی بود که در ۱۹۲۱، داروشناسی آلمانی به نام اتو لوی، ارتباط شیمیایی نورون‌ها از طریق آزادسازی مواد شیمیایی را تأیید نمود. لوی از طریق تعدادی آزمایش‌ها در ارتباط با اعصاب واگ قورباغه‌ها، توانست به صورت دستی سرعت تپش قلب قورباغه‌ها را با تنظیم مقدار محلول نمکی حاضر در اطراف عصب واگ، کنترل کرده و کاهش دهد. لوی با تکمیل آزمایش‌هایش، نتیجه گرفت که تنظیم سمپاتیک عملکرد قلبی را می‌توان از طریق تغییرات غلظت شیمیایی، مورد مداخله قرار دهد. به علاوه، اتو لوی به خاطر کشف استیل کولین (ACh) (اولین ناقل عصبی شناخته شده) کسب اعتبار نمود.

## شناسایی
چهار روش اصلی جهت شناسایی ناقل‌های عصبی وجود دارد:
1. ماده شیمیایی باید درون نورون سنتز شده یا در غیر این صورت باید در آن موجود باشد.
2. زمانی که نورون فعال است، ماده شیمیایی مورد نظر باید آزاد شده و در برخی از اهداف موجب بروز پاسخ شود.
3. اگر روی هدف، به صورت آزمایشگاهی، همان ماده قرار گیرد، همان پاسخ طبیعی گرفته شود.
4. بعد از این که کار ماده شیمیایی تمام شد، باید برای حذف ماده شیمیایی از محل فعال‌سازی سازوکاری وجود داشته باشد.

به هر حال، با توجه به پیشرفت‌های داروشناسی، ژنتیک و نوروآناتومی شیمیایی، عبارت «ناقل عصبی» را می‌توان برای مواد شیمیایی استعمال کرد که:
- از طریق تأثیر بر روی غشای پس-سیناپسی، بین نورون‌ها تبادل پیام کند.
- بر روی پتانسیل غشاء اثر کمی داشته یا بدون اثر باشد، اما دارای عملکرد رایج انتقال‌دهندگی چون تغییر ساختار سیناپس باشد.
- با ارسال پیام‌هایی در جهت معکوس که روی آزادسازی یا بازجذب ناقل‌ها اثرگذار است، ارتباط برقرار کند.

موضعی‌سازی آناتومیکی ناقل‌های عصبی، اغلب با استفاده از فنون ایمونوسیتوشیمیایی تعیین می‌گردند. با استفاده از این فنون، موقعیت هر کدام از مواد ناقل، یا آنزیم‌های درگیر در سنتزشان، شناسایی و تعیین می‌گردد. همچنین، روش‌های ایمونوسیتوشیمیایی نشان داده‌اند که بسیاری از ناقل‌های، به‌خصوص نوروپپتیدها، هم-موضعی شده‌اند، یعنی، یک نورون ممکن است بیش از یک نوع ناقل را از پایانه سیناپسی اش منتشر کند. تکنیک‌ها و آزمایش‌های مختلفی چون رنگ‌آمیزی، تحریک و جمع‌آوری را می‌توان جهت شناسایی ناقل‌های در سرتاسر دستگاه عصبی مرکزی به کار برد.

## انواع
طرق مختلفی جهت دسته‌بندی ناقلین عصبی وجود دارد. دسته‌بندی ناقلین در سه دسته کلی آمینواسیدها، پپتیدها و مونوآمین‌ها جهت برخی اهداف طبقه‌بندی کفایت می‌کند.
ناقل‌های عصبی اصلی:
- آمینواسیدها: گلوتامات،[۹] آسپارتات، D-سرین، گاما-آمینوبوتیریک سید (GABA),[nb ۱] گلیسین.
- گازوترنسمیترها: نیتریک اکسید (NO)، کربن مونوکسید (CO)، سولفید هیدروژن ({\displaystyle H_{2}S})
- مونوآمین‌ها: دوپامین (DA)، نوراپی‌نفرین (نورآدرنالین؛ NE, NA)، اپی‌نفرین (آدرنالین)، هیستامین، سروتونین (SER، 5-HT)
- آمین‌های تریس: فنتیل‌آمین، N-متیلفنتیل‌آمین، تیرامین، ۳-یدوتیرونامین، اکتوپامین، تریپتامین و ….
- پپتیدها: اکسی‌تونین، سوماتواستاتین، ماده P، رونویسی تنظیم‌شده با کوکائین و آمفتامین، پپتیدهای افیونی[۱۰]
- پورین‌ها: آدنوزین تری‌فسفات (ATP)، آدنوزین
- کاتکول‌آمین: دوپامین، نوراپی‌نفرین (نورآدرنالین)، اپی‌نفرین (آدرنالین)
- سایرین: استیل‌کولین (ACh)، آنانندامید و ….

| سیستم‌های پیام‌رسان عصبی | |                                                                           |
| سیستم                  | منشأ | آثار                                                                      |
| سیستم نورآدرنالین      | locus coeruleus | - انگیختگی - پاداش                                                        |
| سیستم نورآدرنالین      | کلاهک | - انگیختگی - پاداش                                                        |
| سیستم دوپامین          | راه‌های عصبی دوپامینرژیک: - mesocortical pathway - mesolimbic pathway - nigrostriatal pathway - tuberoinfundibular pathway | سیستم حرکتی، پاداش، شناخت، غدد درون‌ریز، تهوع                              |
| سیستم سروتونین         | caudal dorsal raphe nucleus                                                                                               | هنگام افزایش: خلق، دمای بدن، گرسنگی (سائق)، خواب هنگام کاهش: آستانه تحریک |
| سیستم سروتونین         | rostral dorsal raphe nucleus                                                                                              | هنگام افزایش: خلق، دمای بدن، گرسنگی (سائق)، خواب هنگام کاهش: آستانه تحریک |
| سیستم کولینرژیک        | pontomesencephalotegmental complex                                                                                        | - یادگیری - حافظه کوتاه مدت - انگیختگی - نظام پاداش                       |
| سیستم کولینرژیک        | basal optic nucleus of Meynert                                                                                            | - یادگیری - حافظه کوتاه مدت - انگیختگی - نظام پاداش                       |
| سیستم کولینرژیک        | medial septal nucleus | - یادگیری - حافظه کوتاه مدت - انگیختگی - نظام پاداش                       |

تغذیه و انتقال دهنده‌های عصبی:
از آنجا که انسان به نوعی غذای تکامل یافته‌است، مواد غذایی پس از ورود به بدن هضم و جذب، دستگاه اعصاب مرکزی و غدد درون ریز را تحت تأثیر قرار می‌دهند و بیوشیمی مغز نیز با تغییرات انتقال دهنده‌های عصبی تغییر می‌کند، تغییرات انتقال دهنده‌های عصبی بر اساس علم روان‌داروشناسی علائم بیماری‌ها یا ناهنجاریهای روانشناختی را نشان می‌دهد، هدف از تجویز داروهای اعصاب و روان تنظیم بیوشیمی مغز و این انتقال دهنده هاست، که عوارض بسیار فراوان داروهای شیمیایی اساساً قابل مقایسه با اصلاح الگوی غذایی نیست، اصلاح الگوی غذایی تأثیرات فراوانی را بر روی بهبود علائم اختلالات بیوشیمیایی مغزی و اختلالات روان‌پزشکی نشان داده‌است. اختلالاتی همچون افسردگی، اضطراب، وسواس و … هم می‌تواند در روند طبیعی این سیستم اختلال ایجاد نماید